# Barneville-Carteret
 Barneville-Carteret  es una población y comuna francesa, en la región de Baja Normandía, departamento de Mancha, en el distrito de Cherbourg-Octeville. Es la cabecera y mayor población del cantón de su nombre.
Se formó en 1965 por la fusión de Barneville-sur-Mer y de Carteret, puerto de comunicación con las islas Anglonormandas.

## Demografía
| 1807 | 1895 | 1920 | 1924 | 2012 | 2327 | 2222 | 2429 | 2282 | 2197 | 2239 | 2191 |
| Para los censos de 1962 a 1999 la población legal corresponde a la población sin duplicidades (Fuente: INSEE [Consultar]) |      |      |      |      |      |      |      |      |      |      |      |